# Vincenzo Vinciguerra
Vincenzo Vinciguerra és un italià d'extrema dreta, antic membre del grup feixista Avanguardia Nazionale que va ser fundat per Stefano Delle Chiaie. Va prendre part important en l'anomenada "estratègia de la tensió", i en l'actualitat està empresonat per a tota la vida i identificat com un terrorista per la justícia italiana en relació amb l'atemptat de Peteano de 1972 quan una bomba va matar a tres policies. Durant molt de temps les Brigades Vermelles van ser falsament acusades per la dreta italiana, que governava el país, d'haver comès l'atemptat, amb la finalitat d'intentar desacreditar a les forces d'esquerra. Vincenzo Vinciguerra va tenir un important paper als judicis que investigaven la matança de Bolonya el 1980 (perpetrada per feixistes italians ajudats pels serveis secrets italians), Vinciguerra va declarar que una "estructura secreta" anticomunista, "dins de l'Estat mateix", havia donat una direcció estratègica als atemptats perpetrats des del de Peteano el 1972. També va explicar com el SISMI, els serveis secrets de la intel·ligència militar italiana, li havien ajudat a fugir a l'Espanya del dictador Francisco Franco després de la matança de Peteano. Va declarar al periòdic anglès The Guardian que els grups terroristes feixistes com Avanguardia Nazionale o Ordine Nuovo havien estat mobilitzats en una estratègia anticomunista orquestrada, les ordres de la qual venien del centre del poder mateix, i en particular de l'OTAN. Amb el temps aquestes declaracions van anar confirmant-se, sobretot després de les revelacions del primer ministre Giulio Andreotti el 1990 sobre l'Operació Gladio i els vincles amb l'OTAN i la CIA.

## Assassinat de Carlos Prats en 1974
Al costat de Stefano Delle Chiaie, Vincenzo Vinciguerra va testificar a Roma al desembre de 1995 al judici instruït per la jutgessa argentina María Servini de Cubría contra Enrique Arancibia Clavel, un agent de la DINA xilena jutjat per crims contra la humanitat el 2004 i Michael Townley, espia estatunidenc de la CIA, per la seva implicació en l'assassinat del General xilè Carlos Prats a Buenos Aires el 1974.